# Cathérine Jacques
Cathérine Jacques, née le 28 septembre 1979 , est une judokate belge. 

## Palmarès
Cathérine Jacques a remporté plusieurs grands tournois internationaux et a obtenu une cinquième place aux Jeux olympiques d'Athènes en 2004.

Elle a été neuf fois championne de Belgique :
| Chpt de Belgique | Chpt de Belgique | 1995 | 1996 | 1997 | 1998 | 1999 | 2000 | 2001 | 2002 | 2003 | 2004 | 2005 | 2006 | 2007 | 2008 | 2009 | 2010 | 2011 |
| ---------------- | ---------------- | ---- | ---- | ---- | ---- | ---- | ---- | ---- | ---- | ---- | ---- | ---- | ---- | ---- | ---- | ---- | ---- | ---- |
| mi-moyens        | -66 kg           | 3e   |      | 2e   |      |      |      |      |      |      |      |      |      |      |      |      |      |      |
| poids moyens     | -70 kg           |      |      |      | 2e   | 1er  |      | 3e   | 2e   | 1er  | -    | 1er  | 1er  | 1er  |      |      |      |      |
| poids moyens     | -72 kg           |      | 2e   |      |      |      |      |      |      |      |      |      |      |      |      |      |      |      |
| mi-lourds        | -78 kg           |      |      |      |      |      | 1er  |      |      |      |      |      |      |      | 1er  | 1er  | 1er  | -    |